# Crataegus dilatata
Crataegus dilatata är en rosväxtart som beskrevs av Charles Sprague Sargent. Crataegus dilatata ingår i Hagtornssläktet som ingår i familjen rosväxter. Inga underarter finns listade i Catalogue of Life.